# Louis Wilkins

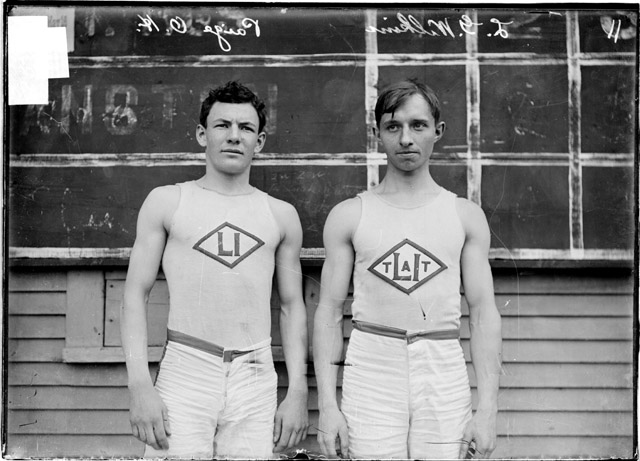
Los Atletas O. H. Paige y Louis Wilkins Chicago - Colección de Negativos del Daily News.

Louis Gary Wilkins (10 de diciembre de 1882 - 6 de abril de 1950) fue un atleta estadounidense que compitió principalmente en el salto con pértiga.
Él compitió en los Estados Unidos en los Juegos Olímpicos de San Luis 1904, en el salto con pértiga, donde ganó la medalla de bronce.